# 眠れる森のミチコ
『眠れる森のミチコ』（ねむれるもりのみちこ）は、小関裕次郎監督の日本映画。

## 概要
2020年9月25日、ピンク映画として劇場公開。成人映画としてのタイトルは『よがりの森 火照った女たち』。
2020年10月16日、OP PICTURES+フェス2020で『眠れる森のミチコ』のタイトルでR15＋編集を行い公開。
小関裕次郎は監督デビュー作『ツンデレ娘 奥手な初体験』で主演を務めたあべみかこと約1年ぶりにコンビを組むこととなる。構想は2019年の公開当時に思い付き、同年9月ごろから台本を笹塚のサイゼリヤで脚本の深澤とともに何度も練り直した。2020年3月末から撮影開始。3日間の撮影日程だったが初日から雪でスケジュールを組みなおす必要が出たものの、最終日は翌深夜3時でクランクアップしたという。
2021年6月に発表された「ピンク映画ベストテン2020」で第1位を獲得。
2021年9月、スターボードより『林業の嫁 肉体の火照り』としてDVD化。

## あらすじ
浜崎智樹は大学卒業後、就職活動に失敗。既卒扱いで受けた面接にも落ち意気消沈。首つり自殺を試みるために山奥に出かけたある日、山の中で森林を伐採に従事する作業員たちと出会い、そのまま働くことになる。ここで働くひとりの女性、山田道子と出会うが、彼女はある秘密を抱えていた。

## 登場人物

### 佐久間林業
いわき市にある林業者。森林伐採、植樹、除草などを行う。寮はないため、新人は社長など先輩の家に下宿するのが習わしとなっているが、新人が定着しないのが悩みの種。
山田道子
演 ‐ あべみかこ
新人作業員。森林伐採業中、ひょんなことから浜崎と出会う。実は元地下アイドル「ももいろぴゅあハート」の藍野みく。収入が乏しく、休日も配信やSNSの更新を求められたアイドル業に疲れ、テレビで木を倒しているところを見て気持ちよさそうだと思い転職。基本的にはローテンションで、過去を聞かれることを嫌うが、決断力は早い。
浜崎智樹
演 ‐ 可児正光
偶然から出会い就職した新人作業員。よって林業への思い入れはゼロ。就職活動に失敗し、何に対しても無気力。東京では大学卒業後、フリーターをしていた。
深町和也
演 ‐ 細川佳央
森林伐採業者。道子や浜崎の先輩。軽い性格で無駄口が多い。人に教えるのが好きなようで、腹から声を出して説明する。一人暮らし。
五十嵐健二
演 ‐ 石川雄也
森林伐採業者。道子や浜崎の先輩。家のない浜崎に寝床を提供する。言葉少なで妻と喧嘩が絶えないが、夜の仲は良好。妻の実家を継ぐことを考えている。
佐久間清
演 ‐ 森羅万象
佐久間林業代表。絵にかいたような豪放磊落な人物で、孫がいる。自宅が広いため、道子らを下宿させている。自殺しようとしていた浜崎に「林業は一番危険な仕事。自分で死を選ばなくてもそのうち勝手に死ねるぞ」と笑いながら仕事に誘う。

### その他の登場人物
後藤杏奈
演 ‐ 谷花紗耶
藍野みくのファン。アイドルだった道子を捜し歩き居場所を突き止めた。藍野みくに人生を救われ、生きがいを見出した。都内在住。推しである道子とは一緒の空間にいるのことを恐縮してしまう。推しのチェキをうまく撮るため写真の専門学校に通う。
五十嵐恵理子
演 ‐ きみと歩実
五十嵐健二の妻。口が達者。父はイチゴ農家。

## スタッフ
- 監督：小関裕次郎
- 脚本：深澤浩子
- 撮影監督：創優和
- 録音：小林徹哉
- 整音：Bias Technologist[7]
- メイク：ビューティ★佐口
- カラリスト：如月生雄
- 編集：鷹野朋子
- 音楽：與語一平
- 助監督：菊蔦稔章
- スチール：本田あきら
- 演出部応援：江尻大
- 撮影応援：宮永昭典
- 協力：ナベシネマ
- 製作：鯨屋商店
- 提供・配給：オーピー映画